# Tadashi Nakayama
Tadashi Nakayama (Tokio, 1912 - Nagoya, 1964) was een Japans wiskundige, die belangrijke bijdragen leverde aan de representatietheorie. Hij studeerde aan de Universiteit van Tokio en aan de Universiteit van Osaka. Hij was als docent verbonden aan de Universiteit van Osaka en de Universiteit van Nagoya. Hij onderwees als gastdocent aan de Universiteit van Princeton, de Universiteit van Illinois en de Universiteit van Hamburg.  
Naar hem is het lemma van Nakayama genoemd.

## Werken
- (en)  Nakayama, Tadasi, On Frobeniusean algebras. I (Over Frobenius-algebra's I), 1939, Annals of Mathematics. Second Series, issn=0003-486X, volume=40, pages=611–633
- (en)  Nakayama, Tadasi, On Frobeniusean algebras. II (Over Frobenius-algebra's II), 1941, Annals of Mathematics. Second Series, issn=0003-486X, volume=42, pages=1–21